# 글레프 박시
글레프 세르게예비치 박시(러시아어: Глеб Серге́евич Бакши́, 1995년 11월 12일~) 또는 흘리브 세르히요비치 박시(우크라이나어: Гліб Сергійович Бакши)는 우크라이나 태생 러시아의 권투 선수이다. 2020년 하계 올림픽 미들급에서 동메달을 획득했으며 세계 선수권 대회 금메달 1개를 획득했다.

## 수상
- 조국공헌메달 2등급(2021년)
- 명예 러시아 체육 명장(2021년)